# Australopithecina
Australopithecinele sunt, în general, toate speciile din genurile Australopithecus și Paranthropus, și includ în mod obișnuit Kenyanthropus, Ardipithecus, și Praeanthropus. Toate aceste specii înrudite sunt clasificate, uneori, în mod colectiv, ca fiind un subtrib al tribului Hominini numit Australopithecina.
Termenul australopithecine provine dintr-o clasificare anterioară ca membri ai unei subfamilii distincte, Australopithecinae. Membrii Australopithecus sunt uneori menționați ca gracile australopithecine, în timp ce Paranthropus sunt numiți "australopithecine robuste".
Australopithecinele au apărut în Pliocen-Pleistocen, acum 5 milioane de ani, erau bipede, din punct de vedere dentar erau asemănătoare cu oamenii, cu o dimensiune a creierului nu mult mai mare decât cea a maimuțelor mari moderne, și cu encefalizare mai mică decâ a genului Homo. Este posibil ca oamenii (genul Homo) să descindă din strămoșii australopithecinelor și genul Ardipithecus să fie un posibil strămoș al australopithecinelor.

## Filogenie
Filogenia subtribului Australopithecina conform Briggs & Crowther 2008, p. 124. .
- Australopithecina 
  - Australopithecus
    - Australopithecus afarensis
    - Australopithecus africanus
    - Australopithecus anamensis
    - Australopithecus bahrelghazali
    - Australopithecus garhi
    - Australopithecus sediba

  - Paranthropus
    - Paranthropus robustus
    - Paranthropus boisei
    - Paranthropus aethiopicus

  - Ardipithecus
    - Ardipithecus ramidus
    - Ardipithecus kadabba

  - Orrorin
    - Orrorin tugenensis

  - Sahelanthropus
    - Sahelanthropus tchadensis

  - Graecopithecus
    - Graecopithecus freybergi
    - Graecopithecus macedoniensis

## Caracteristici fizice
Fragmentele post-craniene ale australopithecinelor arată că au fost adaptate la locomoție bipedă, dar nu avea un mers identic cu al oamenilor. Aveau un raport antebraț/braț superior mare în comparație cu alte hominine și manifestau un dimorfism sexual mai mare decât membrii Homo sau Pan însă mai mic decât la Gorila sau Urangutani. Se crede că aveau o înălțime medie de 1,2-1,5 metri și cântăreau între 30 și 55 de kilograme. Dimensiunea creierului putea fi între 350 cm3 până la 600 cm3. Măselele erau relativ mari și aveau mai mult smalț în comparație cu maimuțele contemporane și cu oamenii, în timp ce incisivii și caninii erau relativ mici iar diferența dintre caninii masculilor și ai femelelor era mai mică decât comparativ cu maimuțele moderne.